# Волково (Слободський район)
Во́лково (рос. Волково) — село у складі Слободського району Кіровської області, Росія. Входить до складу Ленінського сільського поселення.
Населення становить 266 осіб (2010, 294 у 2002).
Національний склад станом на 2002 рік — росіяни 96 %.